# بخش خواجه
بخش خواجه یکی از بخش‌های تابعه شهرستان هریس در استان آذربایجان شرقی در شمال غربی ایران است.

## تقسیمات کشوری
- بخش خواجه
  - دهستان بدوستان غربی
  - دهستان مواضع خان شرقی
  - دهستان مواضع خان شمالی

شهرها: خواجه و آرباطان

## جمعیت
بنابر سرشماری مرکز آمار ایران، جمعیت بخش خواجه شهرستان هریس در سال ۱۳۸۵ برابر با ۳۰۲۱۶ نفر بوده‌است.

## روستاها
روستای چمن زمین یکی از روستاهای ییلاقی و دارای چشمه‌های متنوع و گوارا باغات مراتع سرسبز ورودخانه‌ای جاری و زلال است. این روستا در ۳۰ کیلومتری خواجه و از سرند ۱۱ کیلومتر فاصله دارد.
برخی دیگر از روستاهای خواجه عبارتند از : نهند، قلعه لر ، تازه کند نهند، تازه کند سرند که دارای یک چشمه که (کهریز)گفته می‌شود حدود 250متر در زیر کوهی کنده شده آب بسیار سردی دارد این آب درتابستان برای مصارف کشاورزی استفاده می‌شود ولی دربقیه فصول به عنوان آب شرب روستا استفاده می‌کنند باغ‌های زیادی دراطراف روستا به زیبای روستا و این چشمه خلق کرده که بسیار دیدنی می‌باشد چشمه شیرین دره (  احمان چشمه سی ) یکی از بهترین چشمه‌های این روستا می‌باشد و در اطراف آن باغات زرد آلو و سیب و آلو . هلو . گیلاس . آلبالو و ... می‌باشد و در ارای 60خانوار ومیوه‌های زردالو سیب گردو آلبالو وآلو در این روستا زیاد است.، سرند ، بشیر، دغدغان ،عباس‌آباد (هریس) ، چایکندی، چخماق بلاغ سفلی، هیق ، کیوی ، شهرک ، قراجه، جغناب ، مرکید ، افشرد ، امند ، گمند ، شاملو  ، ساخسلو ، شالی و ...